# Дырявый барабан
«Дырявый барабан» (яп. 破れ太鼓, ябурэ-дайко; англ. A Broken Drum) — японская чёрно-белая кинокомедия режиссёра Кэйсукэ Киноситы, выпущенная на экраны в 1949 году. В фильме показан комичный портрет свирепствующего бизнесмена Гумпэя (в исполнении Цумасабуро Бандо, одного из первых звёзд дзидайгэки в японском кино), который управляет своей семьёй как военным предприятием, но домочадцы не обращают на него внимания и прозвали его за буйный нрав «дырявым барабаном» (так как он кричит слишком громко и раздражает всех, кто его слышит).

## Сюжет
Действие киноленты развивается в послевоенной Японии (конец 1940-х годов). Патриарх большого семейства Гумпэй Цуда сколотил состояние упорным трудом. Теперь он владеет крупной строительной фирмой, большим домом. Он тиран в отношении своих близких, так как считает, что они ему всем обязаны, а при этом сами бездельники и не чтят его по заслугам.
Семья состоит из отца, матери и шестерых детей (две дочери и четверо сыновей). У каждого из детей свои мечты и устремления. К сожалению, эти мечты полностью подавлены железной волей и упрямством отца. Он часто просит своих детей выполнять работу, которая не является необходимой, например, поливать сад. Тем более, что богатство семьи позволяет для подобных поручений держать в доме необходимый штат прислуги. Впрочем, и прислуга время от времени заявляет о своих правах и в знак протеста увольняется от тираничного хозяина.
По устоявшимся японским обычаям, — старший сын отца должен наследовать семейный бизнес, но Таро не желает смириться с уготованной ему участью. Старший сын нашёл себе дело по душе и хочет уйти из компании отца, правда для этого ему необходим первоначальный капитал. Не много, ни мало, а два миллиона иен. Тем не менее, Таро так боится отца, что не может и заговорить об этом.
Бизнес отца под угрозой из-за послевоенного экономического кризиса в стране. Чтобы хоть как-то остаться на плаву, Гумпэй пытается найти деньги для инвестиций в разрушающуюся на глазах компанию. Для этих же целей он ухватывается за идею женитьбы своей старшей дочери Акико на миллионере Мицуо Нагате. Но Акико влюбляется в бедного художника. Младшая дочь Харуки мечтает стать актрисой шекспировского репертуара, сыновья также выбирают себе различные жизненные пути: один хочет стать врачом, другой композитором, а самый младший — фанатик бейсбола… В детях властного Гумпэя всё более растёт желание покинуть родительский дом. А жена Гумпэя, Кунико, хоть и не увлечена чем-то или кем-то, она просто устала от тирании супруга и желает развода.
Наконец, пятеро из детей Гумпэя, возглавляемые матерью уходят из дома. С отцом остаётся только влюблённый в музыку Хэйдзи. Он, кажется, ничего более не желает делать, кроме как целыми днями играть на рояле. Гумпэй поначалу отказывается признать, что любой из этих дезертиров с тонущего корабля хоть как-то беспокоит его, хотя ему всё же больно и печально. В то время, как его компания окончательно обанкротилась, он познаёт печаль одиночества.
Однажды к отцу является старший сын Таро и просит его помочь в делах бизнеса. Под опекой всей семьи Гумпэй начинает новую жизнь.

## В ролях
- Цумасабуро Бандо — Гумпэй Цуда
- Сатико Мурасэ — Кунико, его жена
- Масаюки Мори — Таро, старший сын Гумпэя
- Тюдзи Киносита — Хэйдзи, второй сын Гумпэя
- Акира Оидзуми — Матасабуро, третий сын Гумпэя
- Масаёси Оцука — Сиро, младший сын Гумпэя
- Тосико Кобаяси — Акико, старшая дочь Гумпэя
- Ёко Кацураги — Харуко, младшая дочь Гумпэя
- Киё Мураками — Цую
- Садако Савамура — тётя Ясуко
- Дзюкити Уно — Сигэки Нонака
- Осаму Такидзава — Наоки, отец Сигэки
- Тиэко Хигасияма — Нобуко, мать Сигэки
- Мицуо Нагата — Тэруо Ханада
- Эйтаро Одзава — Кимура (в титрах — Сакаэ Одзава)

## Премьеры
- — национальная премьера фильма состоялась 1 декабря 1949 года[1].

## Награды и номинации
- Премия журнала «Кинэма Дзюмпо» (1950)

- 23-я церемония награждения (за 1949 год)

- Фильм выдвигался на премию «Кинэма Дзюмпо» в номинации за лучший фильм 1949 года, по результатам голосования занял 4-е место.